# Miniera di Monteponi

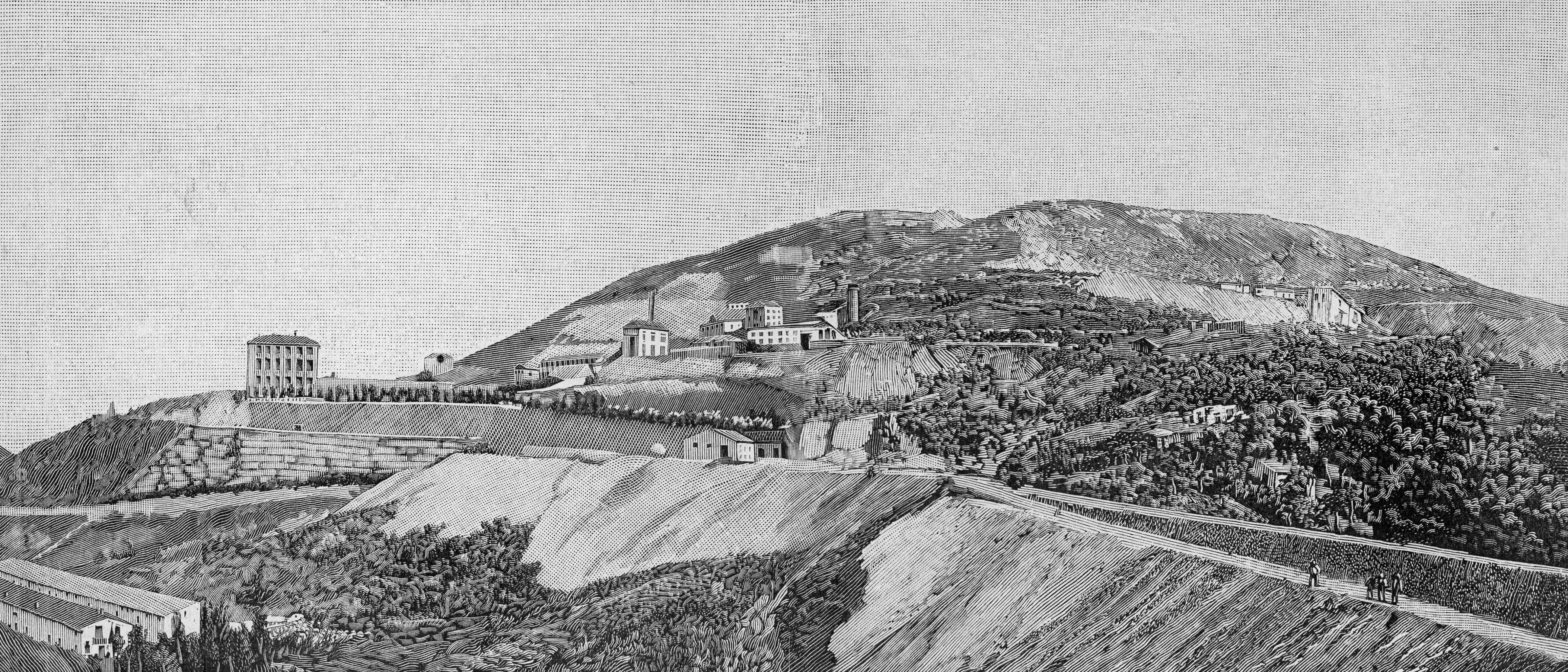
Panorama della miniera di Monteponi (xilografia 1901)

La miniera di Monteponi - situata nel comune di Iglesias, nella provincia del Sulcis Iglesiente - si inserisce in una vasta area boschiva e ha contribuito significativamente all'industria estrattiva d'Italia.

## Storia
Le sue ricchezze minerarie, in particolare piombo, argento e zinco, furono sfruttate da cavatori fin dal 1600, ma solo nel secolo successivo l'attività estrattiva divenne sistematica. Nel 1725 fu costruita la prima fonderia della miniera, segnando un passo importante nel processo di industrializzazione.
Solo nel 1848, grazie all'estensione alla Sardegna della nuova legge mineraria già vigente negli stati di terraferma sabaudi dal 1840, che separò il diritto di proprietà del suolo da quello delle risorse sotterranee, si crearono le premesse per una piena efficienza produttiva. Nel 1850, un gruppo di imprenditori guidato da Paolo Antonio Nicolay fondò la società di Monteponi e ottenne una concessione trentennale per lo sfruttamento delle risorse della zona. Sotto la gestione dell'Ingegnere Adolfo Pellegrini e con il presidente Carlo Baudi di Vesme, la miniera acquisì nuove aree di estrazione e iniziò a investire in infrastrutture e impianti.
Il vero sviluppo dell'attività mineraria avvenne dopo il 1870, quando la ferrovia Monteponi-Portovesme collegò la miniera al resto della rete ferroviaria, facilitando il trasporto delle risorse estratte. In questo periodo sorsero strutture e impianti strategici per la miniera, come le laverie semimeccaniche di Nicolay e Villamarina. L'attività estrattiva procedette spedita fino al primo conflitto mondiale e, nonostante le difficoltà del periodo, riuscì a superare la guerra con successo.
Nel corso del Novecento, la gestione della miniera passò attraverso diverse fasi e cambi di proprietà, con gruppi come l'ENI e la Samin acquisendo la Monteponi e altre aziende piombo-zincifere. Tuttavia, il crollo dei prezzi del piombo e dello zinco sul mercato internazionale e il progressivo impoverimento del minerale estratto portarono alla definitiva chiusura dei cantieri negli anni Novanta.
Nonostante la chiusura delle attività estrattive, la Miniera di Monteponi ha lasciato un'importante eredità storico-culturale e tecnico-scientifica. Gli impianti e le strutture rimaste oggi fanno parte del patrimonio del Parco Geominerario Storico e Ambientale della Sardegna, testimonianza della sua lunga attività e del ruolo che ha svolto nell'industria estrattiva nazionale. Il complesso industriale e residenziale della miniera riflette il progresso tecnologico e produttivo che ha caratterizzato l'attività mineraria nel corso dei decenni.

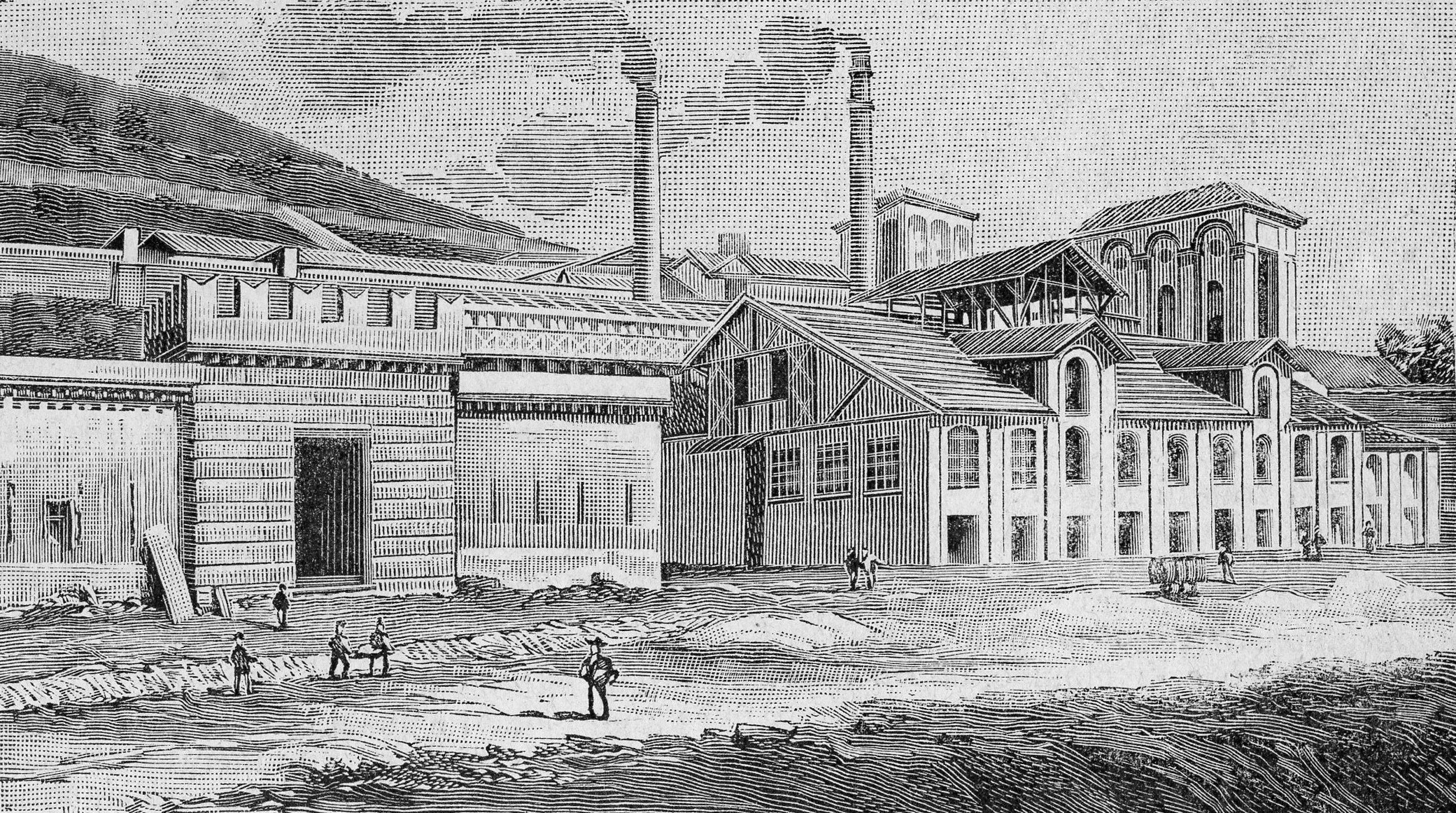
Monteponi, Laveria Vittorio Emanuele (xilografia 1901)

Tra gli impianti più antichi si trovano i pozzi principali Vittorio Emanuele II e Quintino Sella, con un'architettura di derivazione classica, e il palazzo Bellavista, sede della direzione. Le abitazioni per dirigenti e impiegati sono disposte verso la strada statale, mentre le case operaie si trovano a valle, seguendo principi gerarchici tipici delle miniere. La chiesa, inaugurata nel 1945, è un esempio di architettura geometrica, con un affresco di Aligi Sassu che raffigura i lavoratori nudi e le gallerie della miniera.